# میگوئل فرر
میگوئل فرر (به انگلیسی: Miguel Ferrer) (زاده ۷ فوریهٔ ۱۹۵۵-درگذشته ۱۹ ژانویهٔ ۲۰۱۷ ) بازیگر آمریکایی بود.
از فیلم‌های معروف او می‌توان به فیلم پلیس آهنی ۲۰۱۴ و همچنین فیلم پلیس آهنی و مرد و مجموعه تلویزیونی زن ساختگی اشاره کرد.
او پسر خوزه فرر و رزماری کلونی، خواهرزاده نیک کلونی، پسر عمه جرج کلونی و عمو تسا فرر بود.
وی در ۱۹ ژانویه ۲۰۱۷(۳۰ دی ۱۳۹۵) در سن ۶۱ سالگی درگذشت.

## فیلم‌شناسی
فهرست برخی از فیلم‌هایی که میگل فرر در آن‌ها به ایفای نقش پرداخته است:
- پلیس آهنی (۱۹۸۷)
- پلیس آهنی ۲۰۱۴
- مرد
- زن بیونیک (مجموعه تلویزیونی)
- کاندیدای منچوری
- گاردین
- خرمن
- سیگار و قهوه
- انتقام
- زبر و زرنگ‌ها! قسمت دوم
- ناپدید شدن گارسیا لورسا
- دیپ‌استار سیکس